# 丽克·伊韦尔森
丽克·伊韦尔森（丹麥語：Rikke Iversen，1993年5月18日—），丹麦女子手球运动员。她曾代表丹麦国家队参加2017年和2021年世界女子手球锦标赛，其中2021年世锦赛获得季军，2017年世锦赛则获得第六名。